# قائمة رؤساء آيسلندا
آيسلندا دولة اوربية تقع شمال المحيط الأطلسي ويحكمها نظام جمهوري. شاغل المنصب الحالي هي هالا توماسدوتير الفائزة في الانتخابات الرئاسية لعام 2024.

## قائمة الرؤساء
هذه قائمة الرؤساء منذ عام 1944
الفترة: 1 استلم المنصب · 2 مات في المنصب · 3 بالتزكية
| التسلسل | الرئيس | الرئيس                         | بداية فترة الحكم | نهاية فترة الحكم | المدة                                | الفترة    | رؤساء الوزراء |
| ------- | --- | ------------------------------ | ---------------- | ---------------- | ------------------------------------ | --------- | --- |
| 1       | | سفين بيورنسون (1881–1952)      | 17 يونيو 1944    | 25 يناير 19522   | 7 سنوات و7 أشهر و8 أيام (2,778 يوماً) | 1 (1944)1 | بيورن ثورارسون ألفور ثورس ستيفان يوهان ستيفانسون ألفور ثورس ستينجريمور شتاينورسون                                     |
| 1       | 2 (1945)3 | سفين بيورنسون (1881–1952)      | 17 يونيو 1944    | 25 يناير 19522   | 7 سنوات و7 أشهر و8 أيام (2,778 يوماً) |           | بيورن ثورارسون ألفور ثورس ستيفان يوهان ستيفانسون ألفور ثورس ستينجريمور شتاينورسون                                     |
| 1       | 3 (1949)3 | سفين بيورنسون (1881–1952)      | 17 يونيو 1944    | 25 يناير 19522   | 7 سنوات و7 أشهر و8 أيام (2,778 يوماً) |           | بيورن ثورارسون ألفور ثورس ستيفان يوهان ستيفانسون ألفور ثورس ستينجريمور شتاينورسون                                     |
| 1       | كان وصيًا على عرش آيسلندا في الفترة من 1941 إلى 1944، ثم أصبح أول رئيس لآيسلندا. وفي عام 1950، فكر في تشكيل حكومة لا تعتمد على الدعم البرلماني بعد أن وصل زعماء الأحزاب البرلمانية إلى طريق مسدود. وكان الرئيس الوحيد الذي توفي في منصبه؛ مما أدى إلى شغور المنصب، حيث كانت صلاحيات المنصب منصوص عليها دستوريًا في يد رئيس الوزراء (ستينجريمور ستينثورسون) ورئيس البرلمان (جون بالماسون) ورئيس المحكمة العليا (جون أسبجورنسون). | سفين بيورنسون (1881–1952)      |                  |                  |                                      |           | |
| 2       | | أسجير أسجرسون (1894–1972)      | 1 أغسطس 1952     | 1 أغسطس 1968     | 16 سنة (5,844 يوماً)                  | 4 (1952)  | ستينجريمور ستينيورسون أولافور ثورس هيرمان جوناسون إميل جونسون ألفور ثورس بيارني بنديكتسون ألفور ثورس بيارني بنديكتسون |
| 2       | 5 (1956)3 | أسجير أسجرسون (1894–1972)      | 1 أغسطس 1952     | 1 أغسطس 1968     | 16 سنة (5,844 يوماً)                  |           | ستينجريمور ستينيورسون أولافور ثورس هيرمان جوناسون إميل جونسون ألفور ثورس بيارني بنديكتسون ألفور ثورس بيارني بنديكتسون |
| 2       | 6 (1960)3 | أسجير أسجرسون (1894–1972)      | 1 أغسطس 1952     | 1 أغسطس 1968     | 16 سنة (5,844 يوماً)                  |           | ستينجريمور ستينيورسون أولافور ثورس هيرمان جوناسون إميل جونسون ألفور ثورس بيارني بنديكتسون ألفور ثورس بيارني بنديكتسون |
| 2       | 7 (1964)3 | أسجير أسجرسون (1894–1972)      | 1 أغسطس 1952     | 1 أغسطس 1968     | 16 سنة (5,844 يوماً)                  |           | ستينجريمور ستينيورسون أولافور ثورس هيرمان جوناسون إميل جونسون ألفور ثورس بيارني بنديكتسون ألفور ثورس بيارني بنديكتسون |
| 2       | أول رئيس ينتخب بالتصويت الشعبي. | أسجير أسجرسون (1894–1972)      |                  |                  |                                      |           | |
| 3       | | كريستيان إلجارن (1916–1982)    | 1 أغسطس 1968     | 1 أغسطس 1980     | 12 سنة (4,383 يوماً)                  | 8 (1968)  | بيارني بنديكتسون يوهان هافشتاين ألفور يوهانسون جير هالجريمسون ألفور يوهانسون بنديكت سيجوردسون جروندال جونار ثورودسن   |
| 3       | 9 (1972)3 | كريستيان إلجارن (1916–1982)    | 1 أغسطس 1968     | 1 أغسطس 1980     | 12 سنة (4,383 يوماً)                  |           | بيارني بنديكتسون يوهان هافشتاين ألفور يوهانسون جير هالجريمسون ألفور يوهانسون بنديكت سيجوردسون جروندال جونار ثورودسن   |
| 3       | 10 (1976)3 | كريستيان إلجارن (1916–1982)    | 1 أغسطس 1968     | 1 أغسطس 1980     | 12 سنة (4,383 يوماً)                  |           | بيارني بنديكتسون يوهان هافشتاين ألفور يوهانسون جير هالجريمسون ألفور يوهانسون بنديكت سيجوردسون جروندال جونار ثورودسن   |
| 3       | اعتبر أن تشكيل الحكومة لا يحتاج إلى دعم البرلمان بعد أن وصل مع قادة الأحزاب البرمانية إلى طريق مسدود. | كريستيان إلجارن (1916–1982)    |                  |                  |                                      |           | |
| 4       | | فيغتيس فينبوغاتوتير (1930–)    | 1 أغسطس 1980     | 1 أغسطس 1996     | 16 سنة (5,844 يوماً)                  | 11 (1980) | جونار ثورودسن ستينجريمور هيرمانسون أورستين بالسون ستينجريمور هيرمانسون دافيد أودسون                                   |
| 4       | 12 (1984)3 | فيغتيس فينبوغاتوتير (1930–)    | 1 أغسطس 1980     | 1 أغسطس 1996     | 16 سنة (5,844 يوماً)                  |           | جونار ثورودسن ستينجريمور هيرمانسون أورستين بالسون ستينجريمور هيرمانسون دافيد أودسون                                   |
| 4       | 13 (1988) | فيغتيس فينبوغاتوتير (1930–)    | 1 أغسطس 1980     | 1 أغسطس 1996     | 16 سنة (5,844 يوماً)                  |           | جونار ثورودسن ستينجريمور هيرمانسون أورستين بالسون ستينجريمور هيرمانسون دافيد أودسون                                   |
| 4       | 14 (1992)3 | فيغتيس فينبوغاتوتير (1930–)    | 1 أغسطس 1980     | 1 أغسطس 1996     | 16 سنة (5,844 يوماً)                  |           | جونار ثورودسن ستينجريمور هيرمانسون أورستين بالسون ستينجريمور هيرمانسون دافيد أودسون                                   |
| 4       | كانت أول رئيسة منتخبة في العالم. فازت بفترة ولايتها الأولى بأدنى نسبة تاريخية من الأصوات في انتخابات الفترة الأولى (33.79%) ولكنها فازت بأغلبية ساحقة في انتخابات الفترة الثالثة في عام 1988. | فيغتيس فينبوغاتوتير (1930–)    |                  |                  |                                      |           | |
| 5       | | أولافور راغنار غريمسون (1943–) | 1 أغسطس 1996     | 31 يوليو 2016    | 19 سنوات و365 أيام (7304 يوماً)       | 15 (1996) | دافيد أودسون هالدور أسجريمسون جير هاردي يوهانا سيجورداردوتير سيغموندور دافي جونلوجسون سيجورور إنجي جوهانسون           |
| 5       | 16 (2000)3 | أولافور راغنار غريمسون (1943–) | 1 أغسطس 1996     | 31 يوليو 2016    | 19 سنوات و365 أيام (7304 يوماً)       |           | دافيد أودسون هالدور أسجريمسون جير هاردي يوهانا سيجورداردوتير سيغموندور دافي جونلوجسون سيجورور إنجي جوهانسون           |
| 5       | 17 (2004) | أولافور راغنار غريمسون (1943–) | 1 أغسطس 1996     | 31 يوليو 2016    | 19 سنوات و365 أيام (7304 يوماً)       |           | دافيد أودسون هالدور أسجريمسون جير هاردي يوهانا سيجورداردوتير سيغموندور دافي جونلوجسون سيجورور إنجي جوهانسون           |
| 5       | 18 (2008)3 | أولافور راغنار غريمسون (1943–) | 1 أغسطس 1996     | 31 يوليو 2016    | 19 سنوات و365 أيام (7304 يوماً)       |           | دافيد أودسون هالدور أسجريمسون جير هاردي يوهانا سيجورداردوتير سيغموندور دافي جونلوجسون سيجورور إنجي جوهانسون           |
| 5       | 19 (2012) | أولافور راغنار غريمسون (1943–) | 1 أغسطس 1996     | 31 يوليو 2016    | 19 سنوات و365 أيام (7304 يوماً)       |           | دافيد أودسون هالدور أسجريمسون جير هاردي يوهانا سيجورداردوتير سيغموندور دافي جونلوجسون سيجورور إنجي جوهانسون           |
| 5       | أول رئيس استخدام حقه الدستوري لحرمان البرلمان من التوقيع على قانون، وبالتالي إرسال القانون لاستفتاء وطني، في ثلاث مرات. | أولافور راغنار غريمسون (1943–) |                  |                  |                                      |           | |
| 6       | | جودني يوهانسون (مواليد 1968)   | 1 أغسطس 2016     | 31 يوليو 2024    | 7 سنوات و365 أيام (2921 يوماً)        | 20 (2016) | سيغورور إنجي يوهانسون بيارني بنديكتسون كاترين جاكوبسدوتير بيارني بنديكتسون                                            |
| 6       | 21 (2020) | جودني يوهانسون (مواليد 1968)   | 1 أغسطس 2016     | 31 يوليو 2024    | 7 سنوات و365 أيام (2921 يوماً)        |           | سيغورور إنجي يوهانسون بيارني بنديكتسون كاترين جاكوبسدوتير بيارني بنديكتسون                                            |
| 6       | فاز بأغلبية ساحقة الانتخابات لفترة ثانية في عام 2020. | جودني يوهانسون (مواليد 1968)   |                  |                  |                                      |           | |
| 7       | | هلا توماسدوتير (مواليد 1968)   | 1 أغسطس 2024     | الحالي           | 222 أيام                             | 22 (2024) | بيارني بنديكتسون |
| 7       | فازت بثاني أدنى نسبة تاريخية من الأصوات في انتخابات الفترة الأولى (34.15%). كانت هذه محاولتها الثانية للترشح للرئاسة، وكانت الأولى في عام 2016 حيث جاءت في المركز الثاني. | هلا توماسدوتير (مواليد 1968)   |                  |                  |                                      |           | |